# Киякты (Айтекебийский район)
Киякты (каз. Қияқты) — село в Айтекебийском районе Актюбинской области Казахстана. Входит в состав Аралтогайского сельского округа. Код КАТО — 153437300.

## Население
В 1999 году население села составляло 236 человек (132 мужчины и 104 женщины). По данным переписи 2009 года, в селе проживали 283 человека (134 мужчины и 149 женщин).